# Krusnyák Károly
Krusnyák Károly (anyakönyv szerint Dragutin Krusnjak ) (Körös, 1889. november 2. - Budapest, 1960. szeptember 10.) festőművész. Életképeivel vált ismertté, de arcképeket is festett. Szignója Krusnyák K. Fiatalkori munkáin a székely népballadák világát dolgozta fel. Érdeklődése középpontjában népi életképek, a történelmi és a vallásos témák álltak.

## Életpályája
1907 és 1912 között a budapesti iparművészeti iskola díszítő-festő szakán  tanult, ahol mesterei Körösfői-Kriesch Aladár, Simay Imre, Újváry Ignác és Udvary Géza voltak. Később  Münchenben, Bécsben és Berlinben képezte tovább magát.

## Díjai, elismerései
- 1916: Harkányi-díj; Balló-díj;
- 1920: Röck Szilárd-díj;
- 1921, 1934, 1936: Képzőművészeti Társulat díja,
- 1941-ben Aranyérem;
- 1921: állami díj;
- 1923: Fészek-díj;
- 1924: Wahrman-díj
- 1927: Vaszary-díj;
- 1938: Római Katolikus Püspöki kar díja;
- 1941: Képzőművész Aranyérem, Budapest Székesfőváros.

## Társadalmi szerepvállalása
A Nemzeti Szalon alapító tagja, a Benczúr Társaság elnöke volt. 

## Rokonai
Apja Krusnyák Balázs (Blaž Krušnjak, Varasd, 1845-1907), anyja Kőnig Borbála (Pécs, 1853-?). A Hargita megyei Parajdon házasodott össze Máthé Irmával (Gerend, 1890 - Budapest, 1965). 
Leányuk, Krusnyák Magdolna (1919-2010) festőművész, rajztanár és művészettörténész, aki dr. Domonkos Imre (1917-1995) festőművész, művészettörténész, főiskolai tanár, országos szakfelügyelő, az InSEA Világtanács tagja felesége volt.  
Másodunokatestvére, Rudolf Krušnjak (Karlovac, 1883 - 1974) szintén festőművész, az akadémikus irányzat horvát képviselője.

## Egyéni kiállításai
- 1925 • Szombathely
- 1932, 1935 • Pécs
- 1936 • Kaposvár • Baja
- 1939 • Kassa
- 1942 • Kolozsvár
- 1990 • Veszprém, emlékkiállítás (kat.)
- 1991 • Rákosliget, Budapest (emlékkiállítás)
- 1993 • Szent Mihály Székesegyház altemplom, Veszprém (emlékkiállítás)
- 1994 • Erdős Renée Ház, Budapest (emlékkiállítás).

## Részvétele csoportos kiállításokon
1916 és 1957 között rendszeresen részt vett a Nemzeti Szalon tárlatain.

## Forrás
- artportal.hu Archiválva 2021. április 23-i dátummal a Wayback Machine-ben